# Workfare

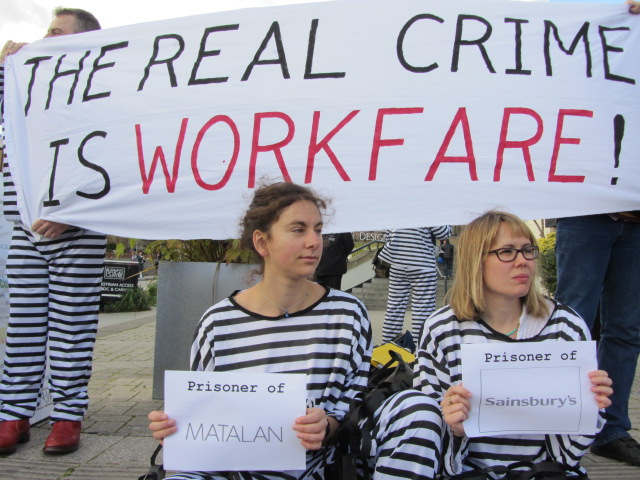
Demonstration, Oktober 2011

Workfare ist ein in den 1990er Jahren in den USA entstandenes arbeitsmarktpolitisches Konzept, das staatliche Transferleistungen mit einer Verpflichtung zur Arbeitsaufnahme verknüpft. Die englische Bezeichnung workfare ist in Anlehnung an Work + Social Welfare = Workfare, also "Arbeit und Sozialhilfe", letzteres in den USA auch als Wohlfahrt bezeichnet, entstanden.
Die Verknüpfung von (verpflichtender) Arbeitsleistung und einem Geldtransfer werden in den USA und Europa unterschiedlich ausgeführt. Das US-Modell zielt darauf ab, ohne zusätzliche Qualifizierungsmaßnahmen „möglichst viele Transferbezieher dazu zu bringen, eine unsubventionierte Beschäftigung auf dem regulären Arbeitsmarkt anzunehmen“. Damit unterscheidet es sich von Konzepten in Europa, wie dem ursprünglichen Verständnis von Bürgerarbeit und Gemeinwohlarbeit, bei denen Tätigkeiten im öffentlichen Interesse, für die kein regulärer Arbeitsmarkt besteht, verrichtet werden sollen bzw. müssen und gegebenenfalls auch subventioniert werden.

## Idee
Workfare sind Aktivierungsmaßnahmen, die vor allem darauf abzielen, die Arbeitssuche und -aufnahme durch verbindliche Absprachen und durch Androhungen von Sanktionen zu erhöhen. Folgende drei Merkmale sind bestimmend:
1. Es besteht eine Verpflichtung zur Teilnahme am Workfare-Konzept mit Auswirkungen auf die Rechte der Betroffenen: Eine Verweigerung zieht das Risiko der Verminderung oder Streichung von Sozialleistungen nach sich. Dies beruht auf der Annahme, der Grund für Arbeitslosigkeit liege nicht primär in einem Fehlen an Arbeitsplätzen, sondern am Mangel an Motivation und Anstrengung bei den Betroffenen.
2. Der Schwerpunkt von Workfare liegt auf der Aufnahme von Arbeit und weniger auf Ausbildungs- und Weiterbildungsmaßnahmen oder sonstigen Formen der Aktivierung. Ob dabei als Ziel die Wiedereingliederung in den ersten Arbeitsmarkt oder der Erhalt der Beschäftigungsfähigkeit relevant ist, wird dabei zunächst offengelassen.
3. Workfare ist entweder eine Bedingung zum Erhalt von Sozialleistungen, oder aber es stellt (z. B. durch eine Lohnzahlung) einen adäquaten Ersatz für diese bereit. Voraussetzung zur Teilnahme ist wie bei Sozialleistungen eine individuelle Bedürftigkeit der Betroffenen (vgl. Koch u. a., 2005).

## Deutschland
Eine Pflicht zur Arbeit besteht für Arbeitslose in Deutschland faktisch seit jeher. Dies war aber in der Vergangenheit an Zumutbarkeitskriterien in Form eines Berufsklassenschutzes, der über die Zeit der Arbeitslosigkeit abnahm, gebunden. Eine Heranziehung zu gemeinnütziger Arbeit ergab sich genaugenommen für Langzeitarbeitslose ebenfalls schon immer, aber erst im Verlauf der 1990er Jahre starteten einige Kommunen (Bielefeld, Köln, Krefeld, Leipzig, Nordhausen, Offenbach, Osnabrück, Paderborn, Pforzheim, Saarbrücken, Siegen und Stuttgart) Modellprojekte, die dem heutigen, sogenannten Ein-Euro-Job-Modell (Arbeitsgelegenheit mit Mehraufwandsentschädigung) unter Arbeitslosengeld II entsprechen. Viele weitere Kommunen kopierten diese Modelle im Verlauf der Jahre, bis es mit dem Hartz-Konzept zu einer bundesweit einheitlichen Grundlage kam. Allerdings sind bis heute immer nur ein Teil der Langzeitarbeitslosen in solchen Maßnahmen, während im reinen Workfare-Konzept die Arbeitsaufnahme obligatorisch, also für alle Arbeitslosen umgesetzt werden soll.
In Deutschland wird das Workfare-Konzept in Form von Ein-Euro-Jobs und Kombilohn praktiziert. Alternative Ansätze zum Workfare, insbesondere Lohnbezuschussungen wie der Kombilohn oder die aktivierende Sozialhilfe, werden jedoch immer wieder diskutiert. Roland Koch gilt als einer der Vorreiter dieser Idee. 
Im Zukunftsbericht 2009 des Landes Nordrhein-Westfalens unter Jürgen Rüttgers heißt es: „Der entstehende Anreiz, anstelle einer staatlicherseits angebotenen gemeinnützigen Ganztagstätigkeit auf dem ersten Arbeitsmarkt auch solche Angebote anzunehmen, die gegenwärtig in rationaler Entscheidung zumeist kaum in Betracht gezogen werden, kann ein erhebliches Beschäftigungspotenzial bei einer gleichzeitigen massiven Haushaltsentlastung mobilisieren.“ Ebenso präsentierte Horst Seehofer im Juli 2009 den Abschlussbericht der Zukunftskommission des Landes Bayern, in dem eine „intensivere Einforderung von Gegenleistung“ für staatliche Transferzahlungen gefordert wird.
Infolge des Urteils des Bundesverfassungsgerichts vom 9. Februar 2010 zum Arbeitslosengeld II wurde in der Sozialrechtswissenschaft die Frage wieder intensiver erörtert, ob Workfare-Elemente im Zweiten Buch des Sozialgesetzbuches, z. B. Leistungskürzungen des Arbeitslosengeldes II nach Ablehnung einer Arbeitsgelegenheit, mit dem Menschenwürdekonzept des Art. 1 des Grundgesetzes vereinbar sind.

### Konzepte und Vorschläge aus der Politik
Diese Modelle wurden für Empfänger von finanziellen staatlichen Zuwendungen, wie Grundsicherungen, Grundversorgungen, Sozialhilfen, Arbeitslosgengeldern etc. und damit verbundener verpflichtender Arbeit entwickelt. Dabei sind meist finanzielle Sanktionsmöglichkeiten vorgesehen, falls die zugewiesenen Arbeiten nicht geleistet werden. Seit dem Jahr 2022 sind auch schwerpunktmäßig Programme für Asylwerber in der Umsetzung, hier ein Überblick in chronologischer Abfolge:

#### Bürgerarbeit
Unter der Bezeichnung Bürgerarbeit gab es im Laufe der letzten Jahrzehnte mehrere Konzepte, bei einigen Vorschlägen handelt es sich um Workfare-Programme, welche darauf abzielen, die Bezieher von Leistungen zur Grundsicherung für Arbeitsuchende in Deutschland (vor 2005: Arbeitslosenhilfe und Sozialhilfe) zu aktivieren und in einer gemeinnützigen Arbeit auf kommunaler Ebene einzusetzen. Erste Pläne dazu gab es bereits 1996 im Rahmen eines Freiwilligenprogrammes.

#### Gemeinschaftsdienst
Der arbeitsmarktpolitische Obmann der CSU forderte in einem Interview mit der Bild-Zeitung am 14. Juni 2006 die Einführung eines als Gemeinschaftsdienst bezeichneten Pflichtdienstes für alle „arbeitsfähigen“ Langzeitarbeitslosen, durch den Empfänger von Arbeitslosengeld II zu täglich achtstündiger unbezahlter Arbeit gezwungen werden sollen.

#### Arbeitspflicht für Asylwerber
Nach §5 des derzeit gültigen Asylbewerberleistungsgesetz können Asylwerber zu Arbeiten zur Aufrechterhaltung und Betreibung der Einrichtung sowie bei staatlichen, bei kommunalen und bei gemeinnützigen Trägern verpflichtet werden. Im Februar 2024 wurde bekannt gegeben, dass der Thüringer Landrat Christian Herrgott im Saale-Orla-Kreis eine Arbeitspflicht für Geflüchtete im Ausmaß von vier Stunden täglich einführen will. Zur Arbeit verpflichtet werden sollen Flüchtlinge, die in Gemeinschaftsunterkünften leben, in einer ersten Phase soll auf Freiwillige zurückgegriffen werden. Das Vorhaben wird vom Präsidenten des Deutschen Landkreistages Reinhard Sager (CDU) unterstützt, dieser forderte bereits im Oktober 2023 eine Ausweitung der erlaubten Arbeitsbereiche auf den gesamten regulären Arbeitsmarkt und den Einsatz von Asylwerbern auch in der Privatwirtschaft im Bereich der Gastronomie. Bundesarbeitsminister Hubertus Heil von der SPD sprach sich ebenso dafür aus, Asylwerber zu gemeinnützigen Tätigkeiten einzusetzen, sieht dies allerdings nur als Möglichkeit die Wartezeit zu überbrücken, bis sie einer sozialversicherungspflichtigen Arbeit nachgehen können.

#### Arbeitsverpflichtung für Bürgergeld-Empfänger
Ende 2024 wurde in Mecklenburg-Vorpommerns Landeshauptstadt Schwerin beschlossen, ein Konzept zur Arbeitsverpflichtung von Bürgergeld-Empfängern für gemeinnützige Tätigkeiten zu erstellen. Bürgergeld-Empfänger, die sich weigern die zugewiesene Arbeit aufzunehmen, würden somit Leistungskürzungen riskieren oder zu Strafzahlungen verpflichtet werden. Derzeit gibt es ein Modell auf freiwilliger Basis. Nach der Aussage von CDU-Generalsekretär Carsten Linnemann solle dieses Modell auf ganz Deutschland ausgedehnt werden.

## Österreich
In Österreich entstanden in den letzten Jahren Workfare-Konzepte für Asylwerbende, bei denen die Auszahlung der staatlichen Grundversorgung an die verpflichtende Arbeitsleistung gekoppelt werden soll.

### Verpflichtender Integrationsdienst
Nach schweren Ausschreitungen in Linz am Halloween-Tag 2022 und an Silvester 2022/2023, an denen mehrere Asylwerber beteiligt waren, forderte im Januar 2023 der oberösterreichische SPÖ-Landesparteivorsitzende und Landesrat (vergleichbar mit einem Landesminister) Michael Lindner, die Einführung eines verpflichtenden Integrationsdienstes für Asylsuchende, der sich am Freiwilligen Sozialjahr orientieren soll und auch Sprachkurse enthalten soll. Bei diesem Modell steht die Integration durch Arbeit und Sprachkurse im Vordergrund.

### Arbeitspflicht für Menschen im Asylverfahren
Im Januar 2023 wurde vom Vorarlberger ÖVP-Landtagsabgeordneten Roland Frühstück ein Asylwerber betreffendes Workfare-Modell veröffentlicht, in dem Asylbewerber zu gemeinnütziger Arbeit verpflichtet werden sollen, da Asylwerber Rechte und Pflichten hätten und in Österreich während des Verfahrens entsprechend versorgt würden. Daher dürfe der Staat auch eine Gegenleistung erwarten. Im September 2023 forderte der fachlich zuständige oberösterreichische Landesrat Wolfgang Hattmannsdorfer ebenfalls die Einführung von verpflichtenden kommunalen Tätigkeiten mit Ausnahmen für Schwangere, Kinder und Alten, gekoppelt an die Auszahlung der Grundversorgung. Bei der ebenfalls im September 2023 stattgefundenen Konferenz von Innenminister Gerhard Karner und den fachlich für innere Angelegenheiten zuständigen Landesreferenten bzw. Landesräten (entspricht einer Innenministerkonferenz) wurde beschlossen, dass das Innenministerium ein Modell entwickeln sollte, welches Hilfstätigkeiten und den Bezug der Grundversorgung koppeln sollte. Es war fraglich, ob die Koppelung von Arbeitsverpflichtung und Auszahlung der Gelder für Flüchtlinge rechtlich möglich sei, eine Rechtsauskunft des Innenministeriums bestätigte diese Möglichkeit im Dezember 2023. Zu diesem Zeitpunkt planten die Bundesländer Oberösterreich, Salzburg und Vorarlberg die Einführung einer Arbeitspflicht.
Entgegen der ursprünglichen Rechtsmeinung des Innenministeriums wurde in der im Februar 2024 vorgelegten Verordnung jedoch auf die Arbeitspflicht verzichtet, jedoch die Möglichkeiten eines freiwilligen Einsatzes erweitert. So können auf freiwilliger Basis Tätigkeiten „Organisationen unter dem bestimmenden Einfluss einer Gebietskörperschaft oder eines Gemeindeverbandes“ und im Bereich von „Nichtregierungsorganisationen“ eingesetzt werden können, womit Einsätze in Pflege- und Seniorenheimen, in Bibliotheken, auf Friedhöfen, Sporteinrichtungen sowie sozialen Einrichtungen möglich sind. Die Länder Vorarlberg und Oberösterreich planen über eine Integrationsvereinbarung weiterhin eine Arbeitsverpflichtung umzusetzen. Das Konzept des Innenministeriums sah vor, dass Asylwerbende neben gemeinnütziger Arbeit im Asylquartier auch im Auftrag von Ländern und Kommunen für gemeinnützige Organisationen einsetzbar sein sollten. Bei Weigerung die Arbeitspflicht zu erfüllen, wäre eine Reduktion des Taschengeldes (40 Euro pro Monat) oder eine Umstellung von Geld- auf Sachleistungen (zum Beispiel Essensgutscheine) oder eine Kürzung von Sachleistungen geplant gewesen. Für die Umsetzung sind die Länder zuständig.

## USA
Besonders verfolgt der US-Bundesstaat Wisconsin mit seinem Programm „Wisconsin Works“ in Milwaukee die Workfare-Idee unter den Maximen „no work, no pay“ bzw. „Whoever can work must work“. Verwirklicht wurde dies in einem gestuften Maßnahmensystem:
- Arbeitsgewöhnung für Schwervermittelbare, maximal 24 Monate, 28 Stunden Arbeit und 12 Stunden Qualifizierung pro Woche.
- Kommunale Servicearbeit für Nichtvermittelbare, maximal 9 Monate mit 30 Stunden Arbeit und 10 Stunden Qualifizierung pro Woche.
- Arbeit auf Probe mit Lohnkostenzuschuss im ersten Arbeitsmarkt, maximal für 6 Monate, volle Arbeitszeit und volles Gehalt.
- Reguläre Beschäftigung auf dem ersten Arbeitsmarkt.[4]

Wie nahezu alle Sozialleistungen für Arbeitsfähige in den USA ist die Leistung aufgrund des Personal Responsibility and Work Opportunity Act (PRWORA) von 1996 auf zwei Jahre am Stück und fünf Jahre über das gesamte Berufsleben befristet.